# Julian Savea
Julian Savea (ur. 7 sierpnia 1990 w Wellington) – nowozelandzki rugbysta pochodzenia samoańskiego grający na pozycji skrzydłowego w zespołach Hurricanes (Super Rugby) i Welligton (NPC), reprezentant kraju, mistrz świata juniorów z 2010 roku.

## Młodość
Rodzice zawodnika, Masena i Lina, przybyli do Nowej Zelandii z Samoa. Za namową ojca trenował w drużynach juniorskich w lokalnym klubie Oriental Rongotai RFC. Ukończywszy Newtown School oraz Evans Bay Intermediate, w latach 2004–2008 uczęszczał do Rongotai College odrzuciwszy stypendium sportowe w Wellington College. W pierwszej drużynie tej szkoły zadebiutował mając czternaście lat, wcześniej natomiast został objęty programem U-13 regionalnego związku rugby. Prócz rugby zainteresowany był również lekkoatletyką, startując w konkurencjach biegowych, a także ustanawiając kilka rekordów szkoły w konkurencjach technicznych: pchnięciu kulą, skoku w dal czy rzucie dyskiem.
W latach 2007 i 2008 powoływany był do drużyny Hurricanes Schools reprezentującej obszar należący do franszyzy Hurricanes, z którą zdobył mistrzostwo kraju U-18 w obu tych latach. Dwukrotnie też nominowany był do College Sport Wellington Awards – w 2007 i 2008 roku.
Jeszcze jako uczeń występował również w klubowej i regionalnej drużynie rugby 7. Na krajowych mistrzostwach szkół średnich pierwszy raz wystąpił w wieku szesnastu lat, gdzie zwrócił na niego uwagę Gordon Tietjens, trener reprezentacji rugby siedmioosobowego.
W 2008 roku rozpoczął treningi w Akademii Hurricanes, gdzie był jedynym nadal uczącym się zawodnikiem.

## Kariera klubowa
W seniorskiej drużynie Ories w lokalnych rozgrywkach WRFU zadebiutował 11 kwietnia 2009 roku, a już tydzień później zdobywając pięć przyłożeń wyrównał tym samym rekord ligi. Przez pierwsze dwa sezony występował regularnie w barwach Ories, w 2010 roku otrzymując nagrodę dla zawodnika roku, od 2011 roku natomiast ze względu na inne zobowiązania sportowe pojawia się sporadycznie w rozgrywkach klubowych.
Z drużyną rugby 7 Wellington trzykrotnie – w latach 2009, 2010 i 2012 – wziął udział w New Zealand National Rugby Sevens Tournament. W 2009 roku został nominowany do drużyny juniorskiej regionu, a na boisku w pierwszym zespole pojawił się w następnym roku w przedsezonowym spotkaniu z Canterbury. Oficjalny debiut w rozgrywkach NPC podkreślony przyłożeniem zaliczył w inauguracyjnym meczu sezonu 2010 z Tasman, a kolejne dwa przyłożenia zdobył w następnym meczu przeciw Otago. Ogółem wystąpił w dwunastu z czternastu spotkań zakończonego na półfinale sezonu zdobywając łącznie osiem przyłożeń oraz odbierając wyróżnienie dla najbardziej obiecującego gracza Wellington Lions tego roku.
Postawa zaprezentowana w rozgrywkach NPC zapewniła zawodnikowi pierwszy kontrakt z występującą w Super Rugby drużyną Hurricanes. W zespole zadebiutował 18 lutego 2011 roku w pierwszym meczu sezonu z Highlanders. Łącznie podczas niego rozegrał dwanaście spotkań, po czym przedłużył kontrakt o dwa lata – do końca sezonu 2013.
Sezon ITM Cup 2011 nie należał do udanych, zarówno dla zawodnika, jak i drużyny. Savea stracił pewność siebie i miał problemy z grą, w szczególności z obroną oraz wysokimi piłkami, dodatkowo nie zdobywając żadnych punktów w siedmiu meczach, w których zagrał. Przepracowawszy okres przygotowawczy do sezonu 2012 Super Rugby zaczął wykazywać oznaki progresu w przedsezonowych meczach sparringowych. Niemoc w zdobywaniu punktów przełamał dopiero w swoim siedemnastym spotkaniu w barwach Hurricanes, po czym forma zawodnika zaczęła się poprawiać, dzięki czemu znalazł się w kręgu zainteresowań szkoleniowców seniorskiej reprezentacji. Do końca sezonu zdobył łącznie dziewięć przyłożeń, w tej klasyfikacji ustępując jedynie Andre Taylorowi i Bjornowi Bassonowi. Podczas przerwy w rozgrywkach reprezentacyjnych raz pojawił się w barwach Wellington w ITM Cup 2012.
W rozgrywkach Super Rugby w 2013 roku imponował formą, co przynosiło porównania do takich zawodników jak Jonah Lomu czy Tana Umaga, cieniem na sezonie położyły się jednak pozaboiskowe incydenty, przez które raz nie pojawił się w meczowym składzie. Po długich spekulacjach ostatecznie we wrześniu przedłużył o dwa lata kontrakt z Wellington i Hurricanes, choć o jego usługi zabiegali także Crusaders i Chiefs. W maju 2014 roku zaliczył pięćdziesiąty występ w barwach Hurricanes, zaś w całym sezonie znajdował się w czołówce statystyk.

## Kariera reprezentacyjna
Pierwszym narodowym zespołem, w którym znalazł się Savea, była reprezentacja New Zealand Schools. Występował w niej przez dwa lata – w 2007 i 2008 roku – rywalizując z australijskimi i samoańskimi rówieśnikami. W 2008 roku był również jej kapitanem i występował na pozycji środkowego ataku.
W sezonie 2008/2009 zagrał z narodową kadrą rugby siedmioosobowego w sześciu z ośmiu turniejów IRB Sevens World Series zdobywając łącznie osiemnaście przyłożeń. Nie wybrany początkowo do składu na odbywający się w marcu 2009 roku Puchar Świata siódemek, ostatecznie zagrał jednak w tym turnieju z powodu kontuzji innych zawodników. Sezon ten przyniósł mu nominację do Richard Crawshaw Memorial Sevens Player of the Year – nagrody dla najlepszego nowozelandzkiego zawodnika rugby 7.
W 2010 roku Savea otrzymał powołanie do reprezentacji U-20 na MŚ juniorów, choć z powodu złych nawyków żywieniowych bliski był wypadnięcia ze składu. Zagrał w czterech z pięciu meczów swojego zespołu: z Samoa, Walią, RPA i Australią. W pierwszych trzech z nich zdobywał odpowiednio cztery, dwa i dwa przyłożenia zwyciężając w tej klasyfikacji oraz wyrównując tym samym osiągnięcie Zaca Guildforda z poprzedniej edycji turnieju, Baby Blacks zdobyli natomiast trzeci z rzędu tytuł mistrza świata juniorów. Występy te zyskały mu uznanie ekspertów i nominację, a następnie nagrodę dla najlepszego juniora roku na świecie.
W tym samym sezonie był również przymierzany do występów w zespole, który miał zagrać w turnieju rugby 7 na Igrzyskach Wspólnoty Narodów 2010, jednak ostatecznie nie znalazł się w dwunastce wytypowanej na tę imprezę.
Sezon 2012 Super Rugby przyniósł poprawę jakości gry zawodnika, co pociągnęło za sobą powołanie do seniorskiej reprezentacji na czerwcowe testmecze. Szansę gry otrzymał już w pierwszym spotkaniu z trzymeczowej serii przeciwko Irlandczykom. W zwycięskim meczu na Eden Park 9 czerwca 2012 roku zdobył trzy przyłożenia, zostając siódmym graczem All Blacks, który zaliczył hat-trick w debiucie. Po dwóch spotkaniach z Irlandczykami wziął udział w połowie meczów zakończonej triumfem inauguracyjnej edycji The Rugby Championship, a następnie w wyprawie do Europy, gdzie prócz meczu z Walijczykami w pozostałych trzech zdobywał po dwa przyłożenia. Ogółem w debiutanckim sezonie wystąpił w dziewięciu meczach zdobywając dwanaście przyłożeń zostając liderem tej klasyfikacji na świecie, jedno z nich uzyskało natomiast nominację do nagrody za przyłożenie roku.
Po dwóch występach przeciw Francuzom odbył pełną, zakończoną triumfem kampanię The Rugby Championship 2013. Listopadowe tournée zaburzyła mu infekcja płuc, powrócił jednak do składu na ostatnie dwa mecze. All Blacks zwyciężyli we wszystkich czternastu meczach sezonu 2013, zaś Savea zagrał w jedenastu z nich zdobywając siedem przyłożeń.
Opuściwszy pierwsze spotkanie trzymeczowej serii z Anglikami z powodu urazu kolana, w pozostałych dwóch czterokrotnie przyłożył piłkę na polu punktowym rywali. W połowie The Rugby Championship 2014 po dwudziestym piątym testmeczu miał na koncie dwadzieścia sześć przyłożeń, wśród All Blacks więcej na tym etapie kariery posiadał tylko Joe Rokocoko.

## Osiągnięcia
- Mistrzostwa świata juniorów – 2010
- The Rugby Championship – 2012, 2013
- IRB Junior Player of the Year – 2010
- Richard Crawshaw Memorial Sevens Player of the Year – nominacja (2009)

## Varia
- Wraz z partnerką, Dawn, ma urodzoną w 2012 roku córkę o imieniu Cora[2][137].
- W sierpniu 2012 roku został jedną z twarzy kampanii przeciwko przemocy w rodzinie[138]. W kwietniu 2013 roku zostały wniesione przeciwko niemu takie właśnie zarzuty[139][140]. Kilkukrotnie odraczana sprawa[141][142] została umorzona w październiku tego roku, gdy Savea ukończył wymagany przez policję kurs zarządzania emocjami i publicznie przeprosił byłą partnerkę[143][144][145].
- Ojciec od połowy lat osiemdziesiątych[2] występował na pozycji środkowego ataku w tym samym lokalnym klubie Oriental Rongotai RFC[146][147], matka natomiast grała w netball[2].
- Jego młodszy brat Ardie był kapitanem zespołu New Zealand Schools w 2011 roku[148], a w kolejnym został powołany do kadry rugby 7[149], z którą zwyciężył w IRB Sevens World Series 2011/2012[137], dołączył następnie do Hurricanes[150].